# دوکفه‌ای سفت چینی
دوکفه‌ای سفت چینی (نام علمی:  Mactra chinensis Philippi) نام یک نوع صدف و نام یکی از انواع سوشی است. طول آن به ۱۰ سانتیمتر می‌رسد.
در آشپزی ژاپنی به آن باکاگای (به ژاپنی: バカガイ bakagai) یا آئویاگی (به ژاپنی: 青柳 Aoyagi) می‌گویند.

## منبع
به زبان ژاپنی
- مشارکت‌کنندگان ویکی‌پدیا. «バカガイ». در دانشنامهٔ ویکی‌پدیای ژاپنی، بازبینی‌شده در ۱۰ فوریه ۲۰۱۲.